# Karangkemojing
Karangkemojing is een bestuurslaag in het regentschap Banyumas van de provincie Midden-Java, Indonesië. Karangkemojing telt 4456 inwoners (volkstelling 2010).